# Косицына, Лариса
Лари́са Коси́цына (род. 14 декабря 1963, Ашхабад) — советская легкоатлетка, специалистка по прыжкам в высоту. Выступала за сборную СССР по лёгкой атлетике в 1980-х годах, обладательница серебряной и двух бронзовых медалей чемпионатов Европы в помещении, победительница и призёрка первенств всесоюзного значения.

## Биография
Лариса Косицына родилась 14 декабря 1963 года. Занималась лёгкой атлетикой в Московской области, выступала за добровольное спортивное общество «Урожай».
Впервые заявила о себе на международном уровне в сезоне 1981 года, когда вошла в состав советской сборной и выступила на юниорском европейском первенстве в Утрехте, где в прыжках в высоту выиграла бронзовую медаль.
В 1982 году в той же дисциплине взяла бронзу на зимнем чемпионате СССР в Москве.
В 1983 году завоевала серебряные награды на зимнем чемпионате СССР в Москве и на чемпионате Европы в помещении в Будапеште. Благодаря череде удачных выступлений удостоилась права защищать честь страны на впервые проводившемся чемпионате мира по лёгкой атлетике в Хельсинки, здесь в финале заняла 17-е место.
На чемпионате СССР 1985 года в Ленинграде стала серебряной призёркой.
В 1986 году одержала победу на зимнем чемпионате СССР в Москве, завоевала бронзовую награду на чемпионате Европы в помещении в Мадриде. На летнем чемпионате СССР в Киеве выиграла бронзовую медаль. На чемпионате Европы в Штутгарте была девятой.
В 1987 году заняла пятое место на чемпионате мира в Риме.
В 1988 году на зимнем чемпионате СССР в Волгограде взяла высоту в два метра ровно, установив свой личный рекорд и став серебряной призёркой соревнований. Принимала участие в чемпионате Европы в помещении в Будапеште, где выиграла бронзовую медаль.